# Parallelia bicacuminata
Parallelia bicacuminata är en fjärilsart som beskrevs av Holloway 1979. Parallelia bicacuminata ingår i släktet Parallelia och familjen nattflyn. Inga underarter finns listade i Catalogue of Life.